# Jindřich Přemyslovec
Jindřich († 1. srpna po 1169) byl synem českého knížete Vladislava I. a Richenzy z Bergu. Po celý život podporoval svého staršího bratra Vladislava a zúčastnil se společně s ním křížové výpravy do Svaté země. Ve Svaté zemi se stal členem řádu johanitů, společně s manželkou Markétou byl jedním z mnoha dobrodinců nově založeného premonstrátského kláštera v Doksanech.

## Mladší knížecí syn
Poté, co Soběslav I. po smrti knížete Vladislava I. obdržel lénem české knížectví, žil zřejmě Jindřich společně s bratry v blízkosti strýcova pražského dvora. Po Soběslavově smrti v roce 1140 se stal knížetem Jindřichův starší bratr Vladislav II. Ten se ovšem musel brzy vypořádat se vzpourou nespokojené šlechty a moravských údělníků. Věrnost novému knížeti zachovali jeho bratři Jindřich a Děpolt společně s biskupem Jindřichem Zdíkem a některými šlechtickými předáky. Koncem dubna 1142 došlo u Vysoké na Čáslavsku k vojenskému střetu mezi knížetem a vojskem vzbouřených nespokojenců v čele s Konrádem Znojemským.
| „            | Vévoda Vladislav a jeho bratři učinili, co mohli mezi tak nevěrnými lidmi učinit, jako lvi se statečně vrhli na vojska Konrádova... | “ |
| — Vincencius | |   |

V bitvě kníže utrpěl drtivou porážku a přišel o mnoho bojovníků. Po prohrané bitvě se Vladislavovi podařilo probít se společně s bratry zpět do Prahy a společně s Jindřichem Zdíkem odjel žádat o pomoc do říše. Děpolt po dobu bratrovy nepřítomnosti společně s kněžnou Gertrudou bránil Pražský hrad a Jindřich byl vyslán sbírat vojáky do Budyšína. Vladislav byl v říši úspěšný a vracel se zpět společně s římským králem Konrádem a jeho vojáky, což zapříčinilo Konrádův ústup na Moravu.

## Svatá země

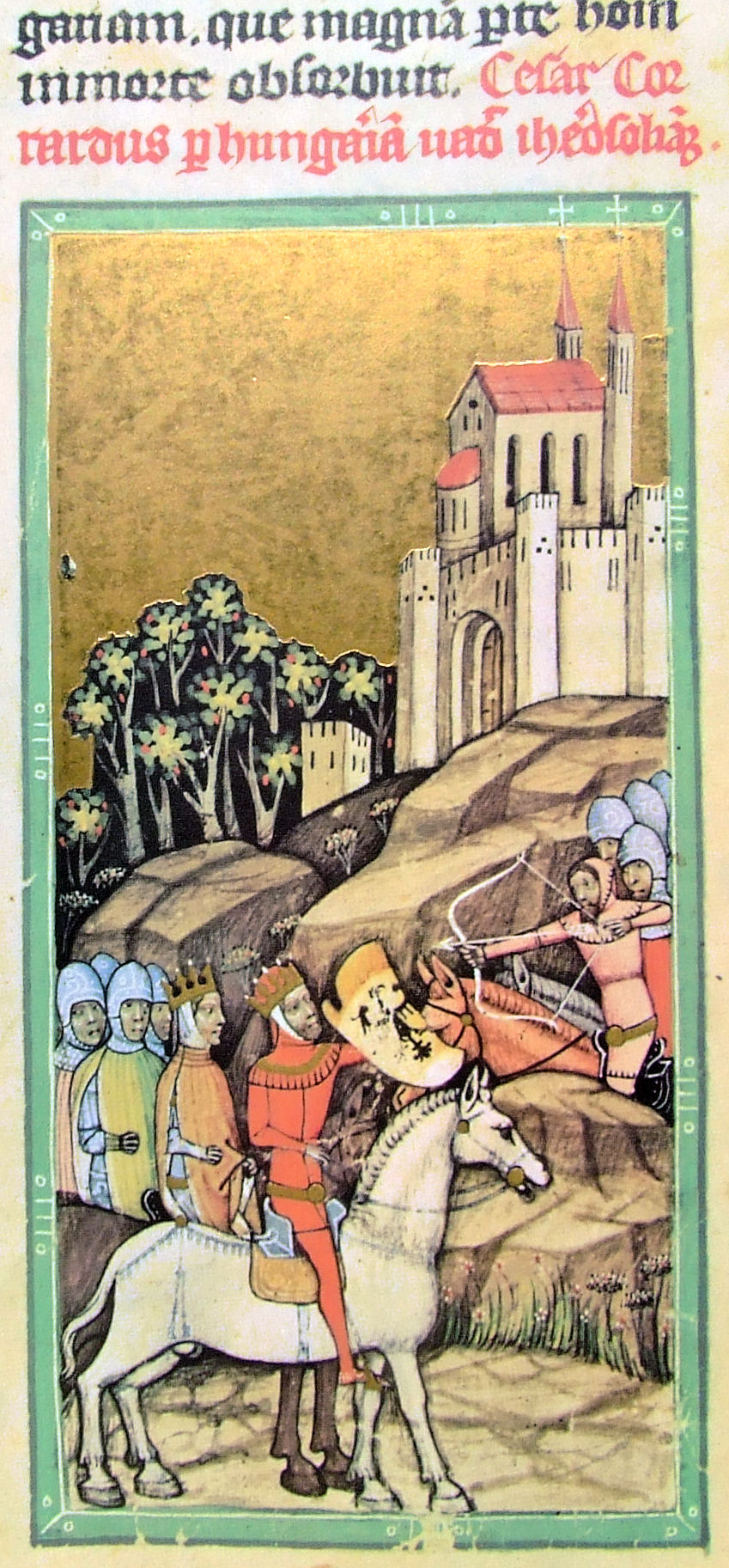
Konrádova armáda projíždí Uherskem (iluminace z Vídeňské obrázkové kroniky)

Po pádu Edessy byla na počátku roku 1146 vydána papežská bula vyzývající k osvobození Východu od pohanů. Agitace se ujal opat Bernard z Clairvaux, kterému se podařilo pro kruciátu získat také německého krále Konráda. Společně s Konrádem se kruciáty hodlal zúčastnit také český kníže Vladislav s bratrem Jindřichem, bratrancem Spytihněvem a Vladislavem Vyhnancem.
| „            | ..vévoda, podnícen v hloubi srdce svého, přijal z lásky k Pánu pro odpuštění hříchů s rodným svým bratrem Jindřichem a se svým bratrancem Spytihněvem a s přečetným vojskem svých předáků kříž s rozhodl se táhnout za moře a bojovat proti pohanům... | “ |
| — Vincencius | |   |

Na výpravu se vydali zřejmě koncem května ze shromaždiště v Řezně, kde se sešli s válečníky ze zemí německých a Lotrinska. Prošli bez větších potíží územím uherského krále Gejzy a po Konrádově přísaze, že nepozvedne zbraň proti byzantské říši, bylo vojsko vpuštěno na území císaře Manuela. Až k Soluni cesta probíhala bez rozmíšek s místními obyvateli. Poté křižáci začali rabovat byzantská města a konflikt vyeskaloval u hradeb Konstantinopole, kdy Konrád, zřejmě pohoršený doprovodem byzantskými policejními oddíly, odmítl přepravu přes Helespont a byl ubytován v předměstském paláci. Palác a přilehlé okolí bylo záhy křižáky zcela vydrancováno a císař se pokoušel přesvědčit Konráda k utužení vojenské morálky jeho výpravy. Konrád kontroval pohrůžkou vpádu do Konstantinopole a situaci musela urovnat císařovna Irena. Po příchodu francouzských křižáků začaly spory mezi německou a francouzskou částí výpravy a i Konrád s Ludvíkem VII. nepřekypovali ochotou ke spolupráci. Konrád s vojskem v polovině října vyrazil oproti císařově radě napříč Malou Asií a 25. října se u Dorylea setkal se seldžuckým vojskem, jež nepřipravené a unavené křižáky zcela rozdrtilo. Zdá se, že přežila snad desetina, která se probila k Nikáji a tam se spojila s Francouzi. Část Konrádových křižáků se odhodlala k návratu domů a mezi nimi byl i český kníže Vladislav se svými vojáky.
Není zcela jisté, zda Češi na počátku výpravy odcházeli z Řezna společně s Konrádem a táhli s jeho hlavním vojskem. Zdá se, že důležitých bojů se nezúčastnili a nepanuje ani jistota, že se zúčastnili bitvy u Dorylea. Podle byzantských pramenů se český houf po Doryleu setkal se zbídačenými křižáky Konráda III. v Nikáji a poté se rozhodl pro návrat domů. Knížete Vladislava údajně při cestě domů přijal v Konstantinopoli císař Manuel. Vladislav mu přislíbil, stejně jako ostatní křižáčtí páni, že všechna jím dobytá území budou byzantským lénem. V roce 1148 se čeští křižáci přes Rusko vrátili zpět domů.
Bratra Vladislava Jindřich a Děpolt podpořili i během císařské výpravy do Polska v roce 1157, kde se zúčastnili bojů na obranu práv Vladislava Vyhnance. V době Vladislavovy nepřítomnosti na přelomu let 1158/1159 byl regentem knížectví.V letech 1163 - 1169 se Jindřich údajně vypravil do Svaté země znovu a stal se v Jeruzalémě členem řádu johanitů a po příchodu řádu na české území byl jeho velkým příznivcem a dárcem.
Zemřel po roce 1169 a zanechal po sobě vdovu Markétu, která zemřela před rokem 1186. Syn Jindřich Břetislav se stal pražským biskupem a českým knížetem a obě dcery, Alžběta i Markéta, byly postupně prelátkami v Doksanech.